# Rydals vattenkraftstation

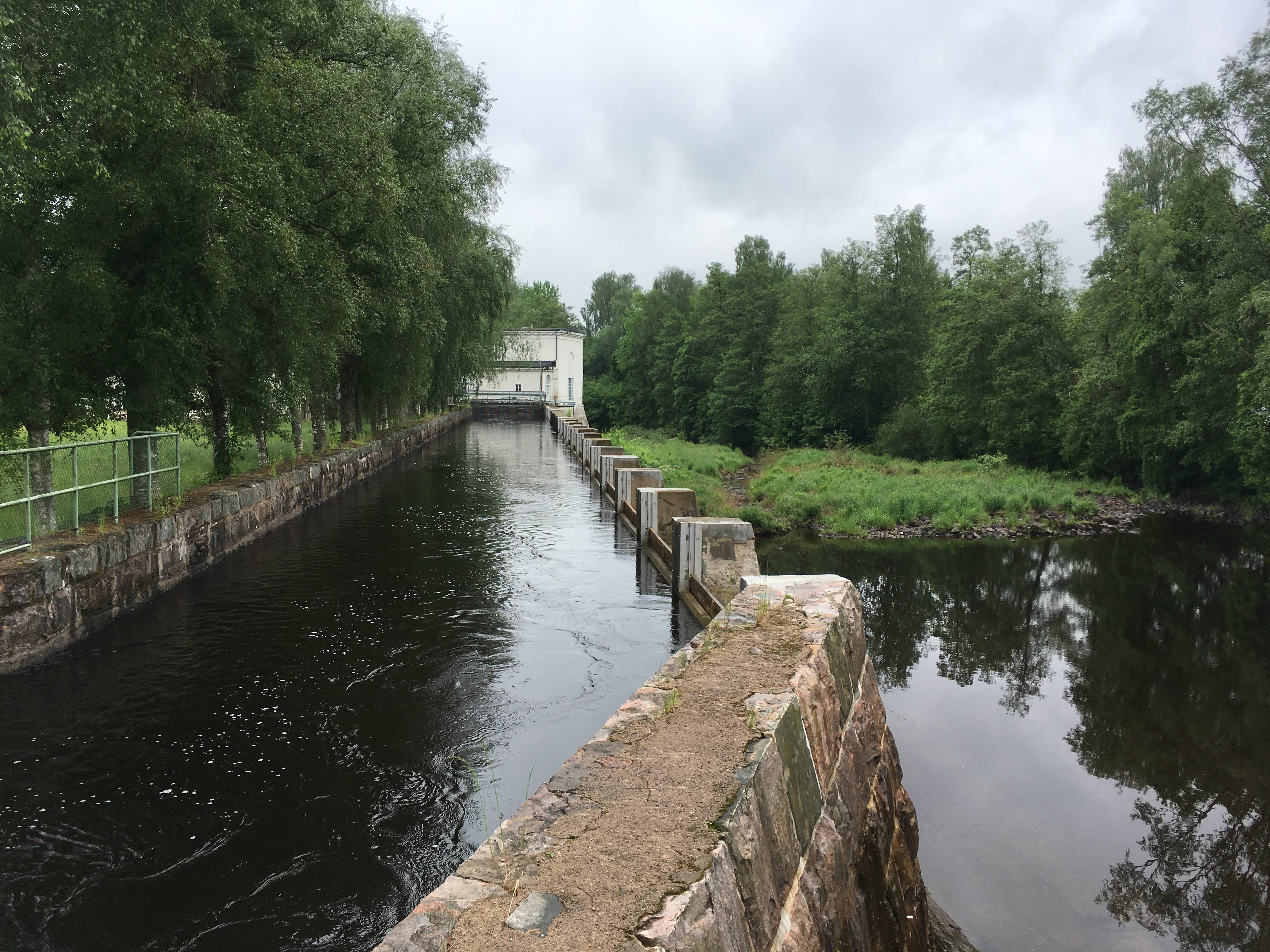
Tilloppsrännan till Rydals vattenkraftverk

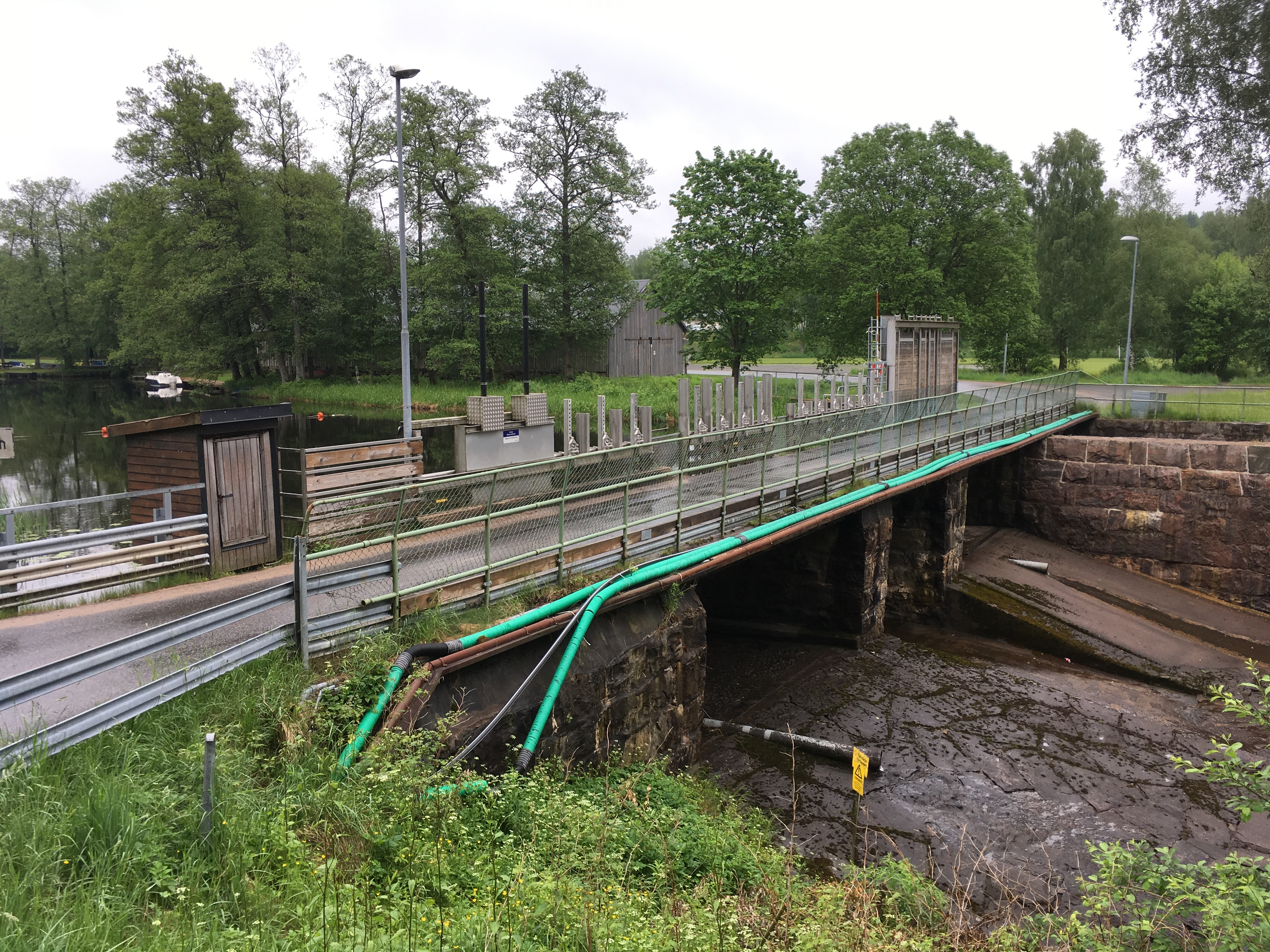
Rydals fördämning av ån Viskan, med dammluckor under bron.

Rydals vattenkraftstation är ett vattenkraftverk i ån Viskan, beläget i Rydal i Marks kommun i Västra Götalands län.
Kraftstationen byggdes av Rydahls Manufaktur AB för kraftförsörjningen till bolagets bomullsspinneri och togs i drift 1916 som ett komplement till bolagets 1896 uppförda kraftverk vid Stämmemad. Till följd av en översvämning 1927 byggdes det om och togs åter i drift 1928. Man hade då installerat en kaplanturbin om 1000 hk, en av de första i sitt slag. Byggnaden K-märktes 1991. Kraftverket ägs idag av Vattenfall.

## Fotnoter
1. ↑  Rydahls Manufaktur AB 1853-1953
2. ↑  Vattenkraftutbyggnaderna i Sverige under år 1927, Svenska Vattenkraftföreningens publikationer nr 210